# Olivares de San Nicolás
Olivares de San Nicolás es una localidad situada en el departamento Ischilín, Provincia de Córdoba, Argentina.
Se encuentra ubicada a 5 km de la ruta provincial N.º 16 y a 90 km de la Ciudad de Córdoba.
La principal actividad económica es la agricultura seguida por la ganadería, siendo el principal cultivo el olivo, que se utiliza para la elaboración de aceite y aceitunas.
La producción láctea y la extracción cal son también algunas actividades económicas de importancia en la zona.
Existen en la localidad una escuela primaria, un dispensario, un puesto policial, una oficina de extensión del Instituto Nacional de Tecnología Agropecuaria y un edificio comunal en el cual se efectúan las funciones administrativas.

## Geografía

### Población
Cuenta con 533 habitantes (Indec, 2022)
, lo que representa un descenso del 1,6% frente a los 541 habitantes (Indec, 2010) del censo anterior.
| Gráfica de evolución demográfica de Olivares de San Nicolás entre 1991 y 2022 |
|                                                                               |
| Fuente: Censos nacionales del INDEC                                           |

### Clima
El clima de la localidad es templado con estación seca y la temperatura promedio anual es de 25 °C. En invierno se registran temperaturas menores a 0º y en verano superiores a 40 °C.
El régimen anual de precipitaciones es de aproximadamente 700 mm.

### Sismicidad
La sismicidad de la región de Córdoba es frecuente y de intensidad baja, y un silencio sísmico de terremotos medios a graves cada 30 años en áreas aleatorias. Sus últimas expresiones se produjeron:
- 22 de septiembre de 1908 (116 años), a las 17.00 UTC-3, con 6,5 Richter, escala de Mercalli VII; ubicación 30°30′0″S 64°30′0″O / -30.50000, -64.50000; profundidad: 100 km; produjo daños en Deán Funes, Cruz del Eje y Soto, provincia de Córdoba, y en el sur de las provincias de Santiago del Estero, La Rioja y Catamarca[3]

- 16 de enero de 1947 (78 años), a las 2.37 UTC-3, con una magnitud aproximadamente de 5,5 en la escala de Richter (terremoto de Córdoba de 1947)[2]

- 28 de marzo de 1955 (70 años), a las 6.20 UTC-3 con 6,9 Richter: además de la gravedad física del fenómeno se unió el desconocimiento absoluto de la población a estos eventos recurrentes (terremoto de Villa Giardino de 1955)

- 7 de septiembre de 2004 (20 años), a las 8.53 UTC-3 con 4,1 Richter

- 25 de diciembre de 2009 (15 años), a las 21.42 UTC-3 con 4,0 Richter

## Situación judicial
Actualmente, la comuna no se encuentra en un proceso judicial por un pedido de Carlos Molina Portela, un juez civil de Buenos Aires frente al pedido de BBVA Banco Francés a causa de una deuda pendiente desde 1993, para ser rematada, debido a la quiebra de la empresa Olivares San Nicolás proporcionando trabajo a unas 700 familias. La fecha de remate se fijó para el 18 de diciembre de 2007, en el momento en suspenso debido a un pedido de la empresa al Banco Francés de espera hasta la fecha de cosecha en marzo para cancelar la deuda.